# Оптично-коаксиална мрежа
Оптично-коаксиална мрежа е вид телекомуникационна мрежа, който съчетава оптични с коаксиални кабели. Този способ за изграждане на преносни трасета бива използван в изграждането (надстройването) на мрежата на кабелните телевизии. Главната причина е, че бива използвана вече съществуващата коаксиална мрежа на кабелните оператори и единствено се добавят оптични трасета с цел удължаване на разстоянието за пренос и капацитета. Смесената оптично-коаксиална мрежа позволява на кабелните оператори да предоставят множество услуги, като: IP-телефония, видеоконференция, цифрова и/или аналогова телевизия и високоскоростен достъп към Интернет.
Възможна е реализацията и на нова потребителска услуга, защото става възможно обединението на няколко коренно различни системи: електронна охранителна система (СОТ), електронна противопожарна система, свързана с димни и температурни датчици, показанията на електромера, водомера и газомера. Всичко може да бъде съвкупно събрано в едно лично абонатно техническо устройство, свързано по оптично-коаксиален способ. Всичко това е реализуемо с двупосочна цифрова връзка от абоната до доставчика на информационните услуги.
Добре изградената смесена оптично-коаксиална мрежа е в състояние да предложи:
- телефонни услуги
- до 37 аналогови телевизионни канала
- до 188 цифрови телевизионни канала
- до 464 канала за цифрови точки (специфични потребителски услуги)
- високоскоростна цифрова връзка за обмен на данни